# Schiermonnikoog
Schiermonnikoog (frizonă Skiermûntseach) este o comună și o localitate în provincia Frizia, Țările de Jos. Comuna ocupă în întregime teritoriul insulei omonime din arhipelagul Insulelor frizone din Marea Nordului. Mare parte din teritoriul insulei este ocupat de Parcul Național Schiermonnikoog iar turismul este principala activitate.